# José Pedro Costa (atirador)
José Pedro Costa (São João da Boa Vista, 24 de julho de 1957) é um atirador esportivo brasileiro.
Integrou a delegação nacional que disputou os Jogos Pan-Americanos de 2011 em Guadalajara, no México.